# الأسطول العاشر (بحرية الولايات المتحدة)
الأسطول العاشر الأمريكي هو تشكيل وظيفي وأحد الأساطيل المرقّمة في البحرية الأمريكية. تأسس لأول مرة خلال الحرب العالمية الثانية كمنظمة عالمية لتنسيق عمليات مكافحة الغواصات تحت السلطة الفردية للقائد العام للأسطول الأمريكي الأدميرال إرنست جي. كينغ. وكان تركيزه الرئيسي على تدمير غواصات العدو والسفن التي تحاول اختراق الحصار على مستوى العالم، وإن كان بشكل أساسي في المحيطين الأطلسي والهندي. كما قدم الأسطول العاشر البيانات اللازمة لتحديد الأهداف لعمليات مكافحة الغواصات في المحيطين الهادئ والمتجمد الشمالي. قام كينغ بحل الأسطول العاشر بشكل محدد بعد انتهاء الأعمال العدائية في عام 1945.

أعيد تفعيل الأسطول العاشر كمزوّد للقوات لقيادة أسطول الفضاء السيبراني في 29 يناير 2010. يعمل الأسطول العاشر الأمريكي كأسطول مرقّم لقيادة أسطول الفضاء السيبراني الأمريكي ويمارس السيطرة التشغيلية على القوات البحرية الموكلة إليه للتنسيق مع القوات البحرية الأخرى، والقوات المتحالفة، وفرق العمل المشتركة لتنفيذ طيف كامل من القدرات والمهام في مجالات الفضاء السيبراني، والحرب الإلكترونية، وعمليات المعلومات، واستخبارات الإشارات عبر مجالات الفضاء السيبراني، والكهرومغناطيسية، والفضاء.